# Banski dvori
Le Banski dvori (prononcé : [bâːnskiː dvɔ̌ːri], « Cour des Bans ») est un bâtiment historique situé sur le côté ouest de la place Saint-Marc à Zagreb, en Croatie. Il a servi de résidence officielle aux « Bans » croates (vice-rois) et abrite actuellement le gouvernement croate.
Le Banski dvori est un bâtiment baroque comptant deux étages et construit par Ignaz Gyulai dans la première moitié du XIXe siècle. Le palais fut la résidence des « Bans » de 1809 à 1918, d'où le nom de Banski dvori. Pendant cette période, il abrita la Tabula Banalis (table des « Bans ») et plus tard la table de la cour royale. Le Ban Josip Jelačić, qui porte le nom de la place Ban Jelačić, résidait à la Banski dvori.

## Histoire
Les Banski dvori furent construits dans le style baroque à la fin du XVIIIe siècle sur le site de la maison de Petar Zrinski. Depuis que les propriétés de la famille Zrinski ont été saisies en 1671 après l'infructueux « complot Zrinski-Frankopan », la maison de Petar Zrinski sur la place Saint-Marc fut vendue à la famille Čikulini, plus tard au comte Petar Troilo Sermage et enfin à la famille Kulmer. 
Lorsque l'ancienne maison Zrinski (à l'époque déjà connue sous le nom de palais Sermage-Kulmer) fut endommagée par un incendie, Ivan Kulmer la rénova et l'agrandit aux bâtiments voisins. 
En 1801, il commença à construire un palais à sa dimension, mais finit par vendre le projet inachevé au gouvernement du royaume de Croatie-Slavonie en 1808 pour 75 000 forints. À savoir, le Parlement croate, qui partageait le bâtiment avec l'administration du comté de Zagreb jusqu'en 1807, décida d'acheter un bâtiment qui pourrait accueillir le Parlement, les plus hautes juridictions et le bureau du Ban croate, mais également servir de stockage pour les archives publiques et les « livres royaux » (archives parlementaires). Par conséquent, un an plus tard, le Ban Ignác Gyulay vendit un ancien palais parlementaire au comté de Zagreb qui commença à l'utiliser comme hôtel de ville et acheta la maison du baron Ferdinand Kulmer sur le côté ouest de la place Saint-Marc. Le contrat de vente fut produit le 1er août 1808.
Bien qu'il n'y ait pas assez de place pour les sessions parlementaires dans ce bâtiment, l'intention principale de Gyulay était de s'assurer que Ban avait une résidence officielle, de sorte que le palais fut nommé « Banska palača » (Palais du Ban) et plus tard « Banski dvori » (Cour des Bans). 
Début 1809, le palais fut rénové et modernisé afin que le  Ban, les archives royales de l'État, les plus hautes cours et le Parlement croate y emménagent. 
En 1837, le complexe nord, l'aile nord de l'actuel Banski dvori, fut acheté à la famille Rauch, et après l'expansion des ailes ouest et nord, le Ban et le pouvoir judiciaire emménagèrent dans cette partie du palais. 
Le 10 septembre 1850, sous le règne du Ban Josip Jelačić, qui vécut et mourut dans le palais, le télégraphe fut installé dans le palais afin que Zagreb se connecte au réseau électrique de l'Empire austro-hongrois basé à Vienne. Le 28 avril 1850, le député Ban Mirko Lentulaj envoya le premier télégraphe croate («Le télégraphe fonctionne») au Ban Jelačić, qui était à l'époque en visite officielle à Vienne. 
Les derniers mise à jour et agrandissement majeurs de la partie nord-ouest du complexe furent réalisés en 1882, à la fin du règne du Ban Ivan Mažuranić. 
Au début du règne du Ban Nikola Tomašić (1910–1912), les Banski dvori ont été décorés et rénovés. L'ancienne salle de réception fut subdivisée et redécorée. En outre, un plafond en miroir a été construit, monté de vieux lustres précieux. L'ancien four en fer fut remplacé par un four en céramique et des portraits des Bans croates furent placés dans la grande salle.

### 1918–1990
À la dissolution de l'Autriche-Hongrie en 1918, Banski dvori abrita le nouveau gouvernement de l'État des Slovènes, Croates et Serbes, puis les institutions restantes du royaume de Croatie, Slavonie et Dalmatie pendant la période de transition de la création du royaume de Yougoslavie. 
À partir de 1929, le palais abrite le gouvernement Banovine de la Save et depuis 1939, le gouvernement de la banovine de Croatie. 
Le 26 août 1940, le gouvernement yougoslave y tient une session. À l'époque de l'« État indépendant de Croatie » (1941-1945), Banski dvori servait de bureau à Ante Pavelić et de siège du gouvernement de l'État indépendant de Croatie. 
Pendant la Seconde Guerre mondiale et dans « l'État indépendant de Croatie » (1941-1945), il servit de bureau au Poglavnik Ante Pavelić et s'appelait Poglavnikovi dvori (Cour du Poglavnik). 
Depuis 1945, les bâtiments furent utilisés comme siège de la présidence et du gouvernement de la république socialiste de Croatie.
Entre 1945 et 1991, période de la RFS de Yougoslavie, le Banski dvori était la résidence officielle de la présidence de la république socialiste de Croatie. 
En mai 1990, il devient la résidence officielle du président et du Gouvernement croates. 
Le 7 octobre 1991, l'armée populaire yougoslave lance une frappe aérienne contre le président Franjo Tuđman, le président de la présidence de la Yougoslavie Stipe Mesić et le président du Conseil exécutif fédéral de Yougoslavie Ante Marković. Ils survivent à l'attaque. Le lendemain, le Parlement croate déclare l'indépendance de la Croatie vis-à-vis de la Yougoslavie. 
En 1992, le président croate déménage officiellement sa résidence au palais présidentiel de Zagreb.

### 1990-présent
En 1990, Banski Dvori devint le siège du président et du gouvernement croate. 
Le 7 octobre 1991, l'armée de l'air yougoslave bombarda le Banski dvori dans le but d'assassiner le président croate Franjo Tuđman, le président yougoslave Stjepan Mesić et le président du Conseil exécutif fédéral Ante Marković. Aucun d'eux ne fut blessé dans cette tentative de coup d'état, mais la résidence présidentielle fut immédiatement transférée au palais présidentiel de Zagreb, anciennement connu sous le nom de Villa Zagorje. 
Le Banski dvori subit des dommages importants dans le bombardement, mais les réparations ne commencèrent qu'en 1995. Le bâtiment devint alors le siège du gouvernement croate. 
Entre 2001 et 2002, deux cours intérieures furent entièrement reconstruites et décorées. Une autre rénovation majeure eut lieu pendant l'été 2008, pendant lequel toute la façade fut restaurée, la menuiserie dormante remplacée, deux salles de réunion et le « salon bleu » furent rénovés, et le hall et le nœud sanitaire ont été redécorés. 
Cette rénovation fut réalisée conformément aux exigences de la Direction croate pour la protection du patrimoine culturel,. 
À l'été 2017, les planchers avec parquet en chêne et les stucs du plafond ainsi que des rosaces furent rénovés. Divers travaux de menuiserie, de serrurerie et d'électrotechnique (éclairage, systèmes d'information, installations TV et enregistrement, son et traduction simultanée, etc.) ont également été réalisés. 
Les systèmes de climatisation et de ventilation ont également été modifiés. En outre, la salle Ban Jelačić, dans laquelle se tiennent les séances gouvernementales, a également été entièrement restaurée dans les années 2010.

## Galerie

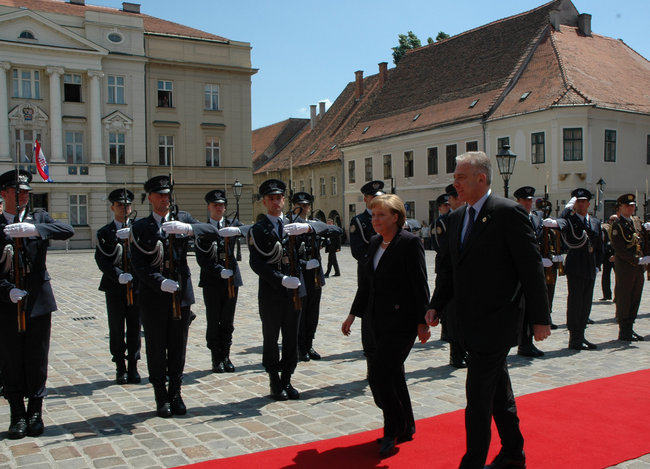
Garde d'honneur devant Banski dvori, accueillant Angela Merkel et Ivo Sanader.
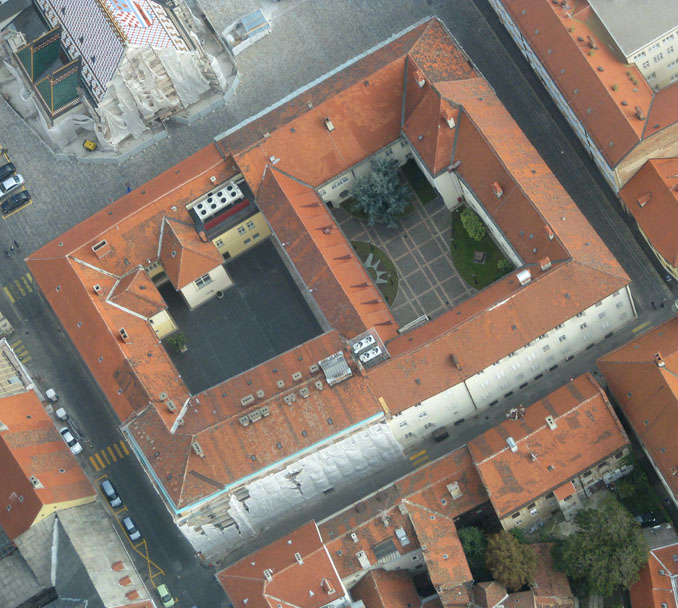
Vue aérienne du Banski dvori.
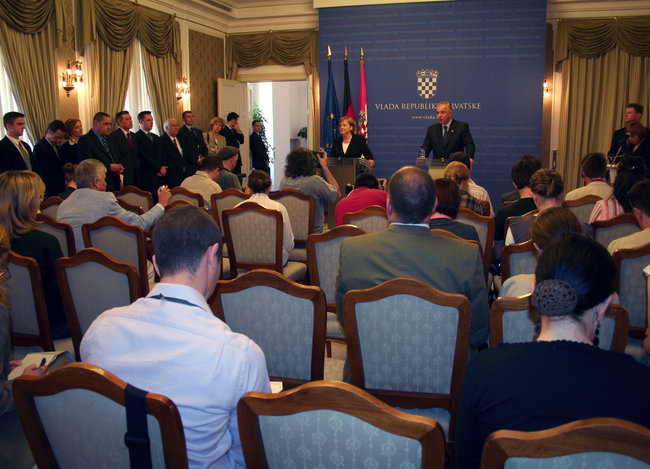
Salle de presse.
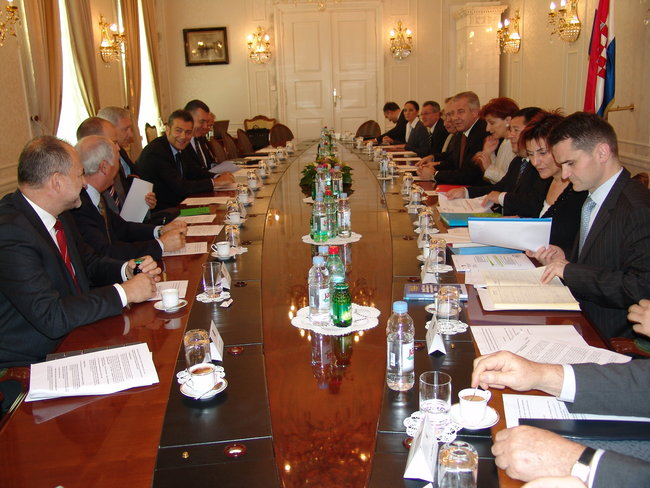
Une des salles de conférence.

## Pages externes
- 195 godina banskih dvora (en croate)